# Phoroncidia minuta
Phoroncidia minuta là một loài nhện trong họ Theridiidae.
Loài này thuộc chi Phoroncidia. Phoroncidia minuta được miêu tả năm 1932 bởi Spassky.